# دایره گورمارهاروس
دایره گورمارهاروس (به لاتین: Gourma-Rharous Cercle) یک منطقهٔ مسکونی در مالی است که در استان تومبوکتو واقع شده‌است. دایره گورمارهاروس ۴۵٬۰۰۰ کیلومتر مربع مساحت و ۱۱۱٬۳۸۶ نفر جمعیت دارد.